# Leptonema stigmosum
Leptonema stigmosum är en nattsländeart som beskrevs av Georg Ulmer 1905. Leptonema stigmosum ingår i släktet Leptonema och familjen ryssjenattsländor. Inga underarter finns listade i Catalogue of Life.